# Pseudotabanus distinctus
Pseudotabanus distinctus är en tvåvingeart som beskrevs av Ricardo 1915. Pseudotabanus distinctus ingår i släktet Pseudotabanus och familjen bromsar. Inga underarter finns listade i Catalogue of Life.